# Кам'янобрідська школа
Кам'янобрідська школа

## Історія школи
- 1849 рік — у селі Кам'яний Брід Звенигородського Повіту Київської губернії відкрили церковнопарафіяльну школу з трьома класами, в якій навчалося до 25 учнів. Дітей навчав один учитель та піп. На початку XX століття існувало двокласне парафіяльне училище. В закладі навчався 121 учень, працювало 4 вчителі.
- 1907 рік — земством на рівному місці, неподалік річки Гнилий Тікич, було побудоване нове приміщення школи. Нова школа мала чотири класи (пізніше п'ять). Першим її завідувачем був Лаврентій Георгійович. Прізвища його не пам'ятають. Щосереди піп Василь Стрижевський читав у школі «Закон Божий».
- 1912 рік — у школі було 5 класів, в яких навчалось 95 учнів.
- 1918 рік — у селі ліквідовувалась неграмотність, діяли хати-читальні.
- 1932 рік — школа випустила перший набір семикласників. На той час директором був І. І. Пілотня. В роки Великої Вітчизняної війни 153 вихованці школи загинули в жорстоких боях.
- 1944 рік -відновилася діяльність школи, спочатку як восьмирічної загальноосвітньої трудової політехнічної.
- 1964 рік — збудовано нове приміщення з пічним опаленням.
- 1975 рік — з ініціативи директора В. Г. Косовського восьмирічну школу було реорганізовано усередню. В 1982 році було переведено на водяне опалення.
- 2007 рік — у школі відкрито дошкільну групу. Заклад функціонує як навчально- виховний комплекс «Дошкільний навчальний заклад — загальноосвітня школа І-ІІІ ступенів».

Директорами Кам'янобрідської школи у другій половині XX століття працювали: Д. У. Ткаченко, М. І. Громовий, В. Г. Косовський (1966–2000р), А. В. ТКаченко з 2000 року.
У 2014–2015 навчальному році в НВК навчається 42 учнів і 14 вихованців дошкільної групи. Учні 10-11 класу навчаються за технологічним профілем.
Ткаченко Антоніна Василівна — директор школи, вчитель вищої категорії.
Лавріцька Олена Андріївна — заступник з навчально-виховної роботи.
Соціальний педагог — Багателя Дмитро Петрович.
Кадровий потенціал:
- Загальна кількість учителів — 16
- Вища категорія — 1
- І категорія — 10
- II категорія — 2
- Спеціаліст — 2